# Monte Valtrosa
Il Valtrosa conosciuto a livello toponomastico come Valtrusa, alto 894 m s.l.m., è una montagna delle Prealpi Bergamasche situata in provincia di Bergamo. Posto nel territorio di Nembro, nella media Val Seriana, è una delle prime vette delle Prealpi.

## Storia e geologia
Il monte è citato — come Valtrosa — fin dai secoli lontani in relazioni riguardanti il territorio bergamasco:
Così scrive Giovanni Da Lezze, capitano di Bergamo, nella sua Relazione dell'anno 1596 sulla città di Bergamo e suo teritorio a proposito di "Nembrio" (sic): La terra di Nembrio è tutta in piano alla riva del Serio in valle a piedi del monte di Valtrosa con le infrascritte contrade in monte ha di territorio in lunghezza milia 2, et larghezza milia 3. [...] lontana da Bergamo milia 6, da Trevino de Milanesi circa milia 18.
Come Valtrosa verrà poi sempre indicato anche dagli Annuari Generali d'Italia, in particolare nelle edizioni: del 1933, 1935 e 1939.
Quest'ultima edizione parla della presenza di: 
[...] pietre coti alle falde del Monte Valtrosa. Annuario d'Italia 1939, p. 1437.
Dal punto di vista geologico, le rocce prevalenti sono calcari e dolomie. Soprattutto sono rappresentate le formazioni del Calcare di Moltrasio, la Formazione dell'Albenza (Dolomia a Conchodon Auct.) e del Calcare di Domaro.

## Sentieristica
Sono presenti due percorsi principali che dalla Val Seriana giungono a Selvino: 
1. Sentiero 535: Madonna dello Zuccarello (Nembro) – Selvino.[9]
2. Sentiero 535 fino al Monte Valtrosa (Valtrusa).[10]